# Левач
Левач (стсл. Лѣвъ) је историјска област, која обухвата јужне делове Шумадије и мали део Поморавља. Налази се између Јухора на истоку и Гледићких планина на западу, и Црног врха на северу.

## Историја
Левач се први пут помиње у 12 веку, као жупа Левач (стсл. Лѣвъ).
Постоји више теорија о пореклу имена, претпоставља се да је добио име по томе што гледано са околних планина има облик који подсећа на левак. Друга теорија говори да је Левач добио име по реци Левач, која је касније названа Жупањевачка река.
У време Турака долази до великог исељавања становништва, а у 19. веку долази до великог насељавања становништва са простора Црне Горе, Косова, и Рашке области. За време Кочине крајине, велики део Левчана је учествовао у буни против Турака, па је, по крвавом гушењу побуне, велики број левчанских села спаљен, а многи становници су отишли у Срем, да би се део њих касније и вратио.
До почетка 19. века Левач је постојао као Левачка нахија, која је имала 145 села, и чије је седиште било у Јагодини.
За време Кнежевине Србије, Левач је био једна од две кнежине Јагодинске нахије.
Према попису из 1820. године, имао је 85 села, и 2625 кућа.
Касније 1839. године, долази до организације срезова, на овом простору се формира Левачки срез.
Током Првог светског рата и Балканских ратова, долази до великих губитака мобилисаног становништва.
За време Другог светског рата, на простору Левча је основан најпре Левачка чета, у склопу Поморавског партизанског одреда, под заповедништвом Милорада Жунића Баџе, која је бројала око 300 бораца, углавном из Јагодине, Рековца и околних села. Акцијом у ноћи између 14. и 15. августа, партизани су разоружали припаднике квислиншке жандармерије, и тако ослободили Рековац, што га чини једним од првих ослобођених градова у окупираној Србији. Под дејством Прве непријатељске офанзиве, Левачка чета је растурена, а њени преостали борци распоређени углавном у Другу пролетерску, 23. и 24. бригаду НОВЈ-а. Протеривањем партизана, команду над Левчом преузимају четници Косте Пећанца, до зиме 1942. када их одатле протерују Немци. Потом, у Левчу се јавља Левачки четнички одред, под командом Дражиног поручника, касније капетана, Марка Музикравића, који се ту одржао све до 1944. године, када се главни део војске повукао пред Црвеном армијом, док су појединци остали да се скривају све до 1946, а сам Музикравић је погинуо у борби исте године.
После Другог светског рата, за време СФРЈ, Левач престаје да постоји као административни појам, и остаје му само географско и историјско значење.
Највећи део некадашњег Левча се налази на простору данашње Општине Рековац, и суседних села која припадају Крагујевцу и Јагодини, тако да становници овог подручја себе називају Левчанима.

### Историјски споменици
- У Левчу се налази средњовековно утврђење Жупањевац, у коме је боравио Никола Алтомановић, а касније је у њему боравила и Кнегиња Милица.
- Манастир Каленић, саграђен је у 15, веку, за време Деспота Стефана Лазаревића, и спада међу најпознатије споменике културе у Србији.
- Средњовековни манастир Денковац
- Средњовековни манастир Саринац
- Средњовековни манастир Ралетинац
- Средњовековни манастир Прерадовац
- Манастир Манастирак, храм Св. Николе Миралијског

## Порекло становништва
Према Јовану Цвијићу, није познато шта се десило са старим становницима Левча, јер су први досељеници затекли одавно напуштено и зарасло подручје.
Породице које су важиле за староседеоце, само су се раније населиле од осталих становника, и оне су обично насељавале центар села.
Највише досељеника је било са Копаоника и Топличке области, а затим са Косова и Црне Горе.
Највећи талас насељавања се десио после пада Кочине крајине 1791. године, када се огроман број становника повлачи у Срем, од којих се мали број вратио, тако да је пусто земљиште било погодно за насељавање.
Следећи талас насељавања се десио за време Првог српског устанка.
Током индустрализације Југославије у другој половини 20. века, забележене су велике миграције становништва у оближње градове Крагујевац и Јагодину.

## Географија
Општина Рековац, се сматра седиштем Левча, и у њој се налази градић Рековац и 31 село:
- Баре
- Белушић
- Беочић
- Богалинац
- Брајиновац
- Цикот
- Доброселица
- Драгово
- Каленићки Прњавор
- Калудра
- Кавадар
- Комаране
- Лепојевић
- Лоћика
- Ломница
- Малешево
- Мотрић
- Надрље
- Опарић
- Превешт
- Рабеновац
- Ратковић
- Секурич
- Сибница
- Сиљевица
- Шљивица
- Течић
- Урсуле
- Вукмановац
- Велика Крушевица
- Жупањевац

Некада је Левачка нахија бројала чак 145 села:
- Горњи Рачник
- Ломница
- Избеница
- Доњи Рачник
- Лукар
- Орашје
- Копривница (Багрдан)
- Урсуле
- Катун
- Ланиште
- Топола
- Бачина
- Пањевац
- Медојевац
- Церница
- Рибаре
- Лоћика
- Варварин село
- Рибник
- Драгошевац
- Мареново
- Ракитово
- Ивковићки
- Прњавор
- Залоговац
- Буковча
- Беочић
- Горњи Дубич
- Врановац
- Црешњевица
- Доњи Дубич
- Горње Штипље
- Сињи Вир
- Лободер
- Доње Штипље
- Рашевица
- Рајинац
- Каленовац
- Поточац
- Риљац
- Црнча
- Својново
- Божуревац
- Вољевча
- Секурич
- Пољна
- Сиаковац
- Вукмановац
- Планиница
- Деоница
- Рабеновац
- Љуб. Прњавор
- Јошанички Прњавор
- Кавадар
- Грабовац
- Мишевићи
- Течић
- Мала Сугубина
- Лозовик
- Рековац
- Мијаиловац
- Белица
- Велика Крушевица
- Рујишник
- Винорача
- Сиљевица
- Богдање
- Трнава
- Доброселица
- Медвеђа
- Мијатовац
- Богалинац
- Мала Дренова
- Мајур
- Комаране
- Милутовац
- Бресје
- Баре
- Страгари
- Међуреч
- Мотрић
- Велика Дренова
- Драгоцвет
- Волујак (Драгово)
- Пањак (Селиште)
- Доња Сабанта
- Пуљци (Драгово)
- Лазаревац
- Горња Сабанта
- Дубница (Драгово)
- Љубава
- Велика Сугубина (Ерска)
- Брајновац
- Коњуси
- Ратковић
- Белушић
- Брајковац
- Врба
- Надрље
- Бела Вода
- Бунар
- Жупањевац
- Кукљин
- Ковачевац
- Малешево
- Парцане
- Шуљковац
- Сибница
- Глобаре
- Шантаровац
- Калудра
- Каменари
- Главинци
- Превешт
- Шашиловац
- Коларе
- Каленићки Прњавор
- Крвавица
- Рамново
- Шљивица
- Маскар
- Остриковац
- Лепојевић
- Вратаре
- Доњи Јовац
- Опарић
- Падеж
- Горњи Јовац
- Горњи Крчин
- Бошњане
- Дворица
- Доњи Крчин
- Шанац
- Велике Пчелице
- Мала Крушевица
- Велика Крушевица
- Дулене
- Карановац
- Срње
- Бајчетина
- Пајковац
- Јасика - паланка
- Слатина
- Тољевац
- Јагодина - варош
- Цикот
- Обреж
- Варварин - варош

## Манифестације
У манастиру Каленић се сваке године одржава етно манифестација „Прођох Левач, прођох Шумадију“.